# Kordaalbos
Het Kordaalbos is een natuurreservaat in de Vlaamse Ardennen in Zuid-Oost-Vlaanderen (België). Het 3 ha grote bosgebied ligt in de gemeente Kruisem (deelgemeente Nokere). Het natuurgebied wordt beheerd door Natuurpunt.

## Landschap
Het Kordaalbos ligt in een diep, kort dal. De sterk meanderende Kordaalbeek, die 1 km ten oosten van het bos ontspringt, doorkruist het bos van oost naar west.

## Fauna
De vogels die hier te zien zijn, zijn vogels die ofwel op de vochtige bodem, ofwel op het bos afkomen: onder andere de sperwer, blauwe kiekendief, kramsvogel, torenvalk en boomkruiper.

## Flora
Het grootste deel van het Kordaalbos is een bos langs een beek met permanent hoge waterstand (er zijn bovendien twee oude vlasrootputten): zwarte els is de meest voorkomende boom maar krijgt gezelschap van gewone es, meidoorn, vlier, lijsterbes en wilg. Op de meest vochtige plaatsen komt ook Gelderse roos voor. De kruidvegetatie is logischerwijze vooral in het voorjaar van de partij : dotterbloem, slanke sleutelbloem, speenkruid, bosanemoon, salomonszegel, gele dovenetel, wilde hyacint, boswederik. Op de hogere, drogere stukken zijn zomereik, tamme kastanje, ratelpopulier, berk en hazelaar de toonaangevende bomen. De vegetatie is er toch nog altijd gericht op water: bittere veldkers, dotterbloem, kruipend zenegroen, koekoeksbloem, valeriaan, moerasspirea en bitterzoet.

## Natuurbeleving
Het natuurreservaat kan bezocht worden via het bewegwijzerde Kordaalpad.

## Afbeeldingen

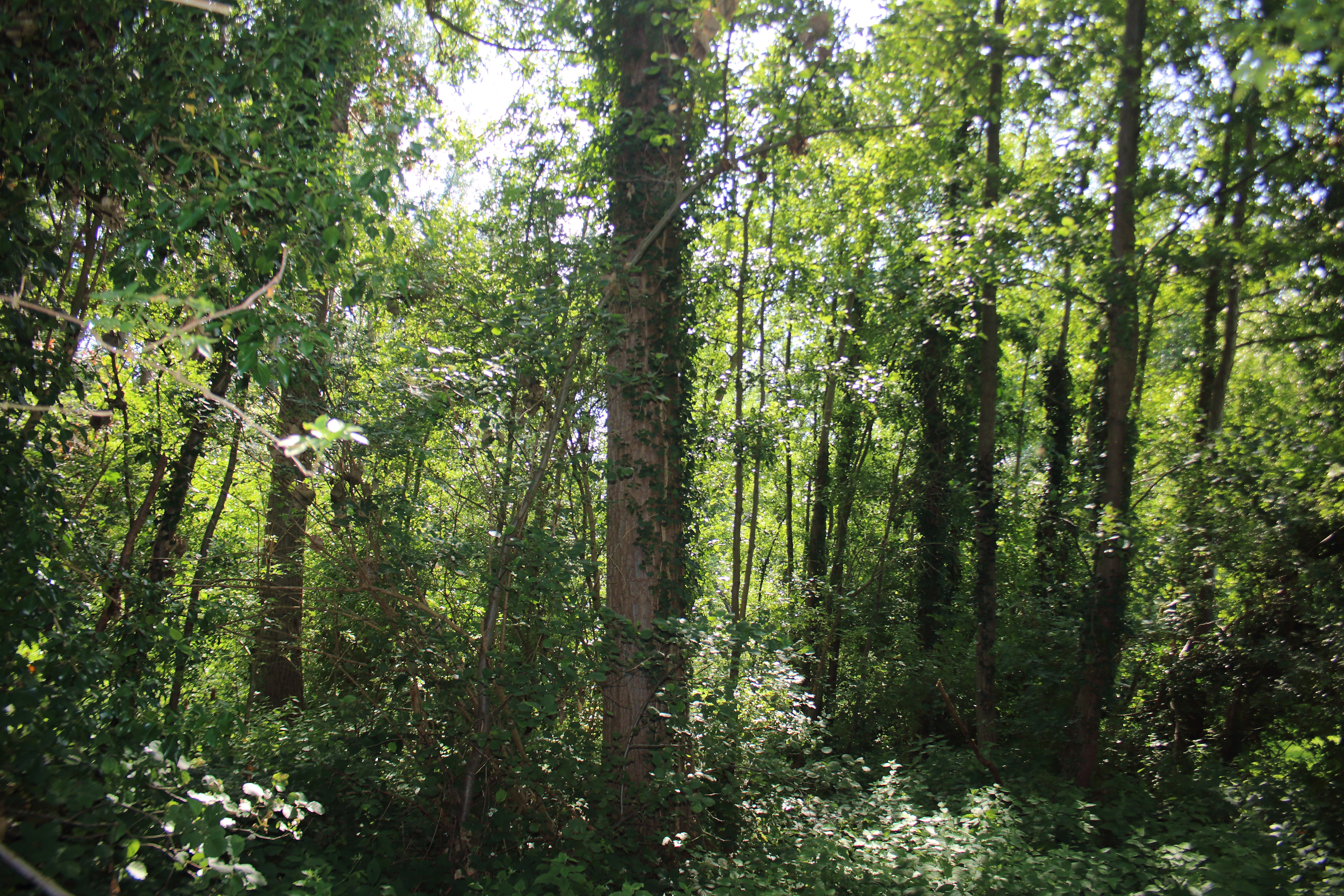
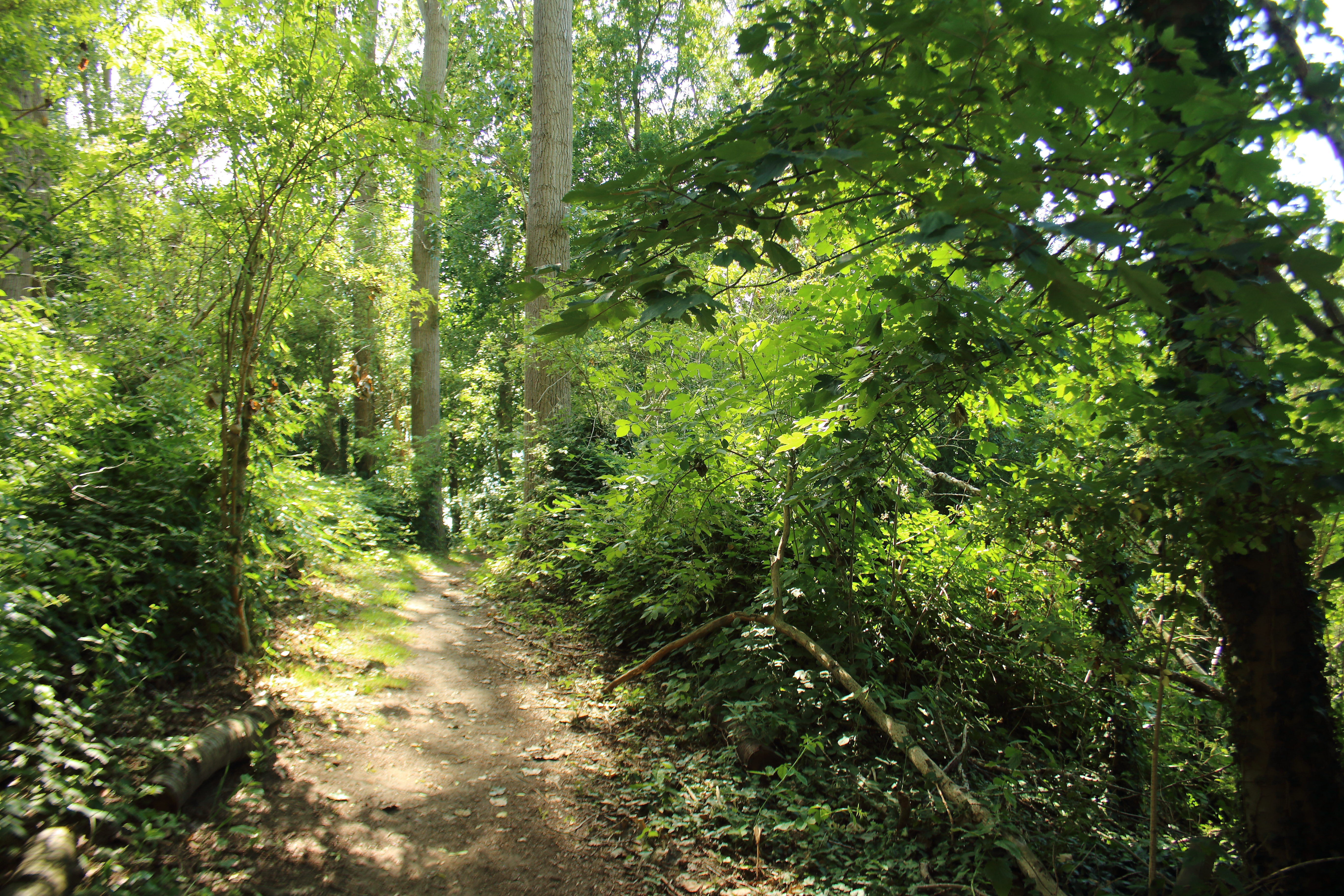
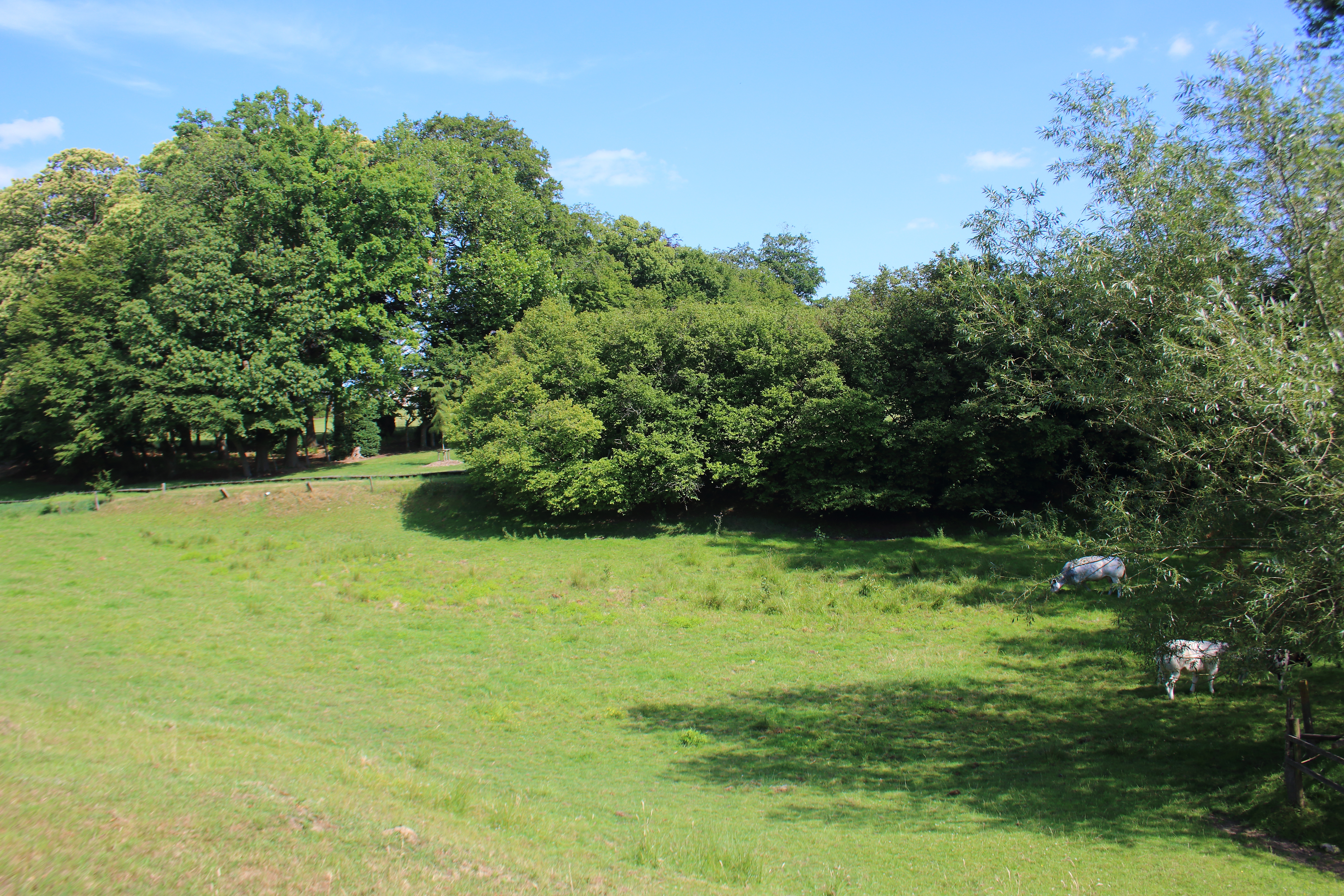
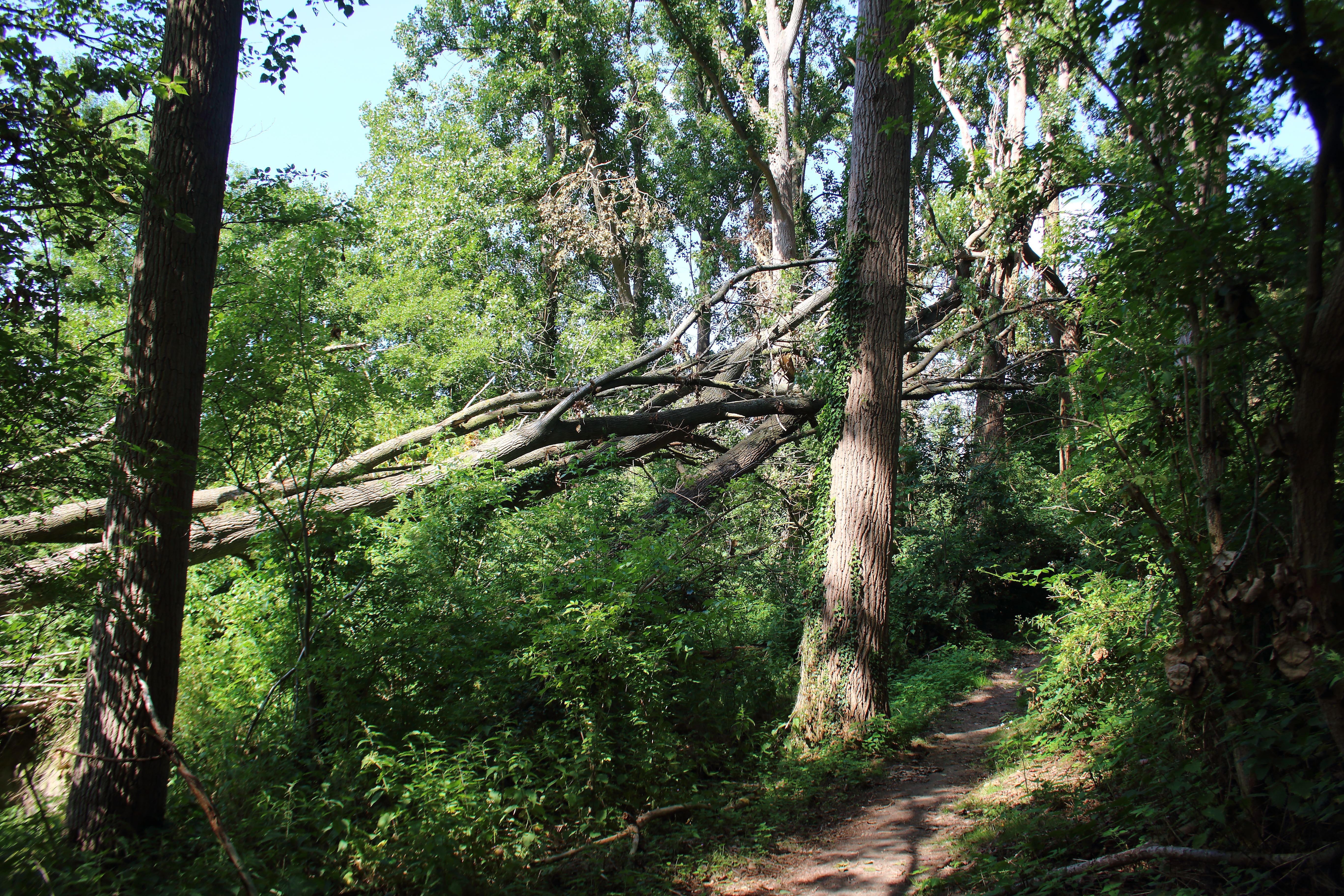